# Lorna Blaine Halper
Lorna Blaine (Howard) Halper (* 12. Dezember 1924 in Boston, Massachusetts; † 6. Januar 2012 in Pawling, New York) war eine amerikanische Malerin, Bildhauerin und Grafikerin. Sie war mit der experimentellen Kunstszene am Black Mountain College verbunden.

## Leben
Lorna Blaine wuchs in der Region um New York City sowie in Jaffrey, New Hampshire, auf. Sie studierte am Barnard College der Columbia University und schrieb sich im Sommer 1945 am Black Mountain College ein, wo sie bis zum Frühjahr 1948 blieb. Dort hatte sie Unterricht bei Josef Albers, Fannie Hillsmith, Robert Motherwell, Max Dehn, Ilya Bolotowsky und Jean Varda.
1947 heiratete sie Tasker Howard und zog mit ihm nach New York. Nach Howards Tod arbeitete sie für America House, einen Laden für Kunsthandwerk. Sie heiratete den Schriftsteller und Kritiker Albert Halper. Sie lebten in New York City und später außerhalb von Pawling in New York. Halpers Gemälde, Zeichnungen und Skulpturen wurden in den Bodley II und Cisneros Galleries in New York ausgestellt und befinden sich heute in zahlreichen privaten und öffentlichen Sammlungen.

## Werk
Lorna Blaine Halper war in den Bereichen Malerei, Zeichnung, Druckgrafik, Skulptur und Installation tätig. Sie kombinierte die Prinzipien der Farblehre von Josef Albers mit einer persönlichen Bildsprache. Ein wiederkehrendes Motiv ist die Spiral Man-Figur (Spiro), die sie seit ihrer Kindheit in verschiedenen Medien variierte. In ihren Arbeiten erkundet sie die Beziehung von Figur und Grund, Linie und Raum, oft in komplexen Kompositionen. Zu ihren bedeutendsten Werken zählen die Edelstahlinstallation The Spiral Headed Man aus der Sammlung des Asheville Art Museums und die Druckgrafik Poseidon’s Response aus dem Jahr 1972.